# Pélagie Gbaguidi
Pélagie Gbaguidi (* 1965 in Dakar) ist eine senegalesische Künstlerin.

## Leben
Pélagie Gbaguidi hat beninischen Wurzeln und wurde 1965 im Senegal geboren. Sie studierte an der Kunsthochschule in Lüttich, Belgien. Heute lebt und arbeitet sie in Brüssel.
Pélagie Gbaguidi bezeichnet sich selber als zeitgenössische Griot, also eine Persönlichkeit, die das Wissen einer Kultur weitergibt, die Geschichte eines Volkes damit bewahrt.

## Werk
Gbaguidi Arbeit beschäftigen sich mit der kultureller Geschichte von Völkern. In einer ihrer Arbeit nahm sie den Code Noir des König Ludwig XIV. von Frankreich auf und setzte das Thema mit einer ganzen Werkgruppe von Zeichnungen, Malereien und Fotografien um.
Ihre Arbeiten wurden u. a. auf der documenta 14 in Athen und Kassel, im Rahmen der Casablanca Biennale, im Centre d’art contemporain Meymac (Frankreich) und in der Galerie Imane Farès in Paris gezeigt.